# María Lugones
María Lugones (Argentina, 1944 - 14 de julio de 2020) fue una filósofa, feminista, investigadora, profesora y activista argentina.
Lugones teorizó sobre varias formas de resistencia contra opresiones múltiples. Es reconocida por su teoría de los "yo diversificados" (multiple selves), su trabajo sobre feminismo decolonial y el desarrollo del concepto de colonialidad de género, el cual postula que el género es una imposición colonial.

## Biografía
Lugones nació en la Provincia de Buenos Aires. Su madre fue hija de inmigrantes de Barcelona y los padres de su padre fueron aparceros en Los Toldos, provincia de Buenos Aires.
Se graduó en filosofía magna cum laude de la Universidad de California (Los Ángeles). En 1973 recibió un máster en filosofía y en 1978 se doctoró en esta misma disciplina con acentuación en ciencia política, ambos por la Universidad de Wisconsin-Madison. Su tesis fue sobre Moralidad y Relaciones Públicas. 
Fue profesora de Literatura Comparativa y de Estudios de la Mujer en la Universidad de Binghamton en Nueva York.

## Investigación
Lugones fue la autora de Pilgrimages/Peregrinajes: Theorizing Coalition Against Multiple Oppressions (2003), una colección de ensayos, muchos de los cuales fueron originalmente publicados en Hypatia, Signs y otras revistas. Entre los ensayos incluidos está "Playfulness, 'World'-Travelling, and Loving Perception", que aborda la experiencia de las identidades múltiples (hyphenated identities) desde un punto de vista fenomenológico. Lugones postula "una pluralidad de yoes" que al cambiar de una personalidad a otra producen, a su vez, nuevos mundos. En otro ensayo, "Purity, Impurity, and Separation" (Pureza, impureza, y separación), Lugones introduce el concepto de 'cuajar' (curdling) como una práctica interseccional de resistencia que trabaja contra la opresión de la lógica de la pureza. Ejemplos de 'cuajar' incluyen: alternancia de código, drag, transgresión de género y  experimentación multilingüe. 
En sus trabajos más tardíos, “Heterosexualism and the Colonial/Modern Gender System" (en español: Heterosexualidad y el Sistema/de Género Moderno Colonial, 2007) y en “Toward a Decolonial Feminism" (en español: Hacia un feminismo decolonial, 2010), Lugones se concentró en los temas alrededor de la colonialidad, especialmente en su impacto a la formación de género, así como varias estrategias de resistencia para contribuir hacia su eventual desmantelamiento. Retomando la teoría de Aníbal Quijano sobre la colonialidad del poder con un marco feminista e interseccional, Lugones concluye que el género es una imposición colonial. Retomando ejemplos históricos precoloniales de tribus amerindias ginocráticas (también llamadas matriarcados), Lugones sitúa el género como un sistema de clasificación colonial que divide y subyuga a las personas de manera diferente dependiendo de factores múltiples e interseccionales que incluyen clase y etnicidad.    

## Obra
Algunos de los trabajos de Lugones incluyen: 
- Peregrinajes/Pilgrimages: Theorizing Coalition Against Multiple Oppressions - Nueva York: Rowman & Littlefield Prensa, 2003.
- Impure Communities - en Diversity and Community: An Interdisciplinary Reader, editado por Philip Anderson. 2002. Oxford: Blackwell.
- Colonialidad y género - Tabula Rasa. Bogotá - Colombia, Núm. 9: 73-101, julio-diciembre de 2008